# Bahnhof Hamburg Landwehr

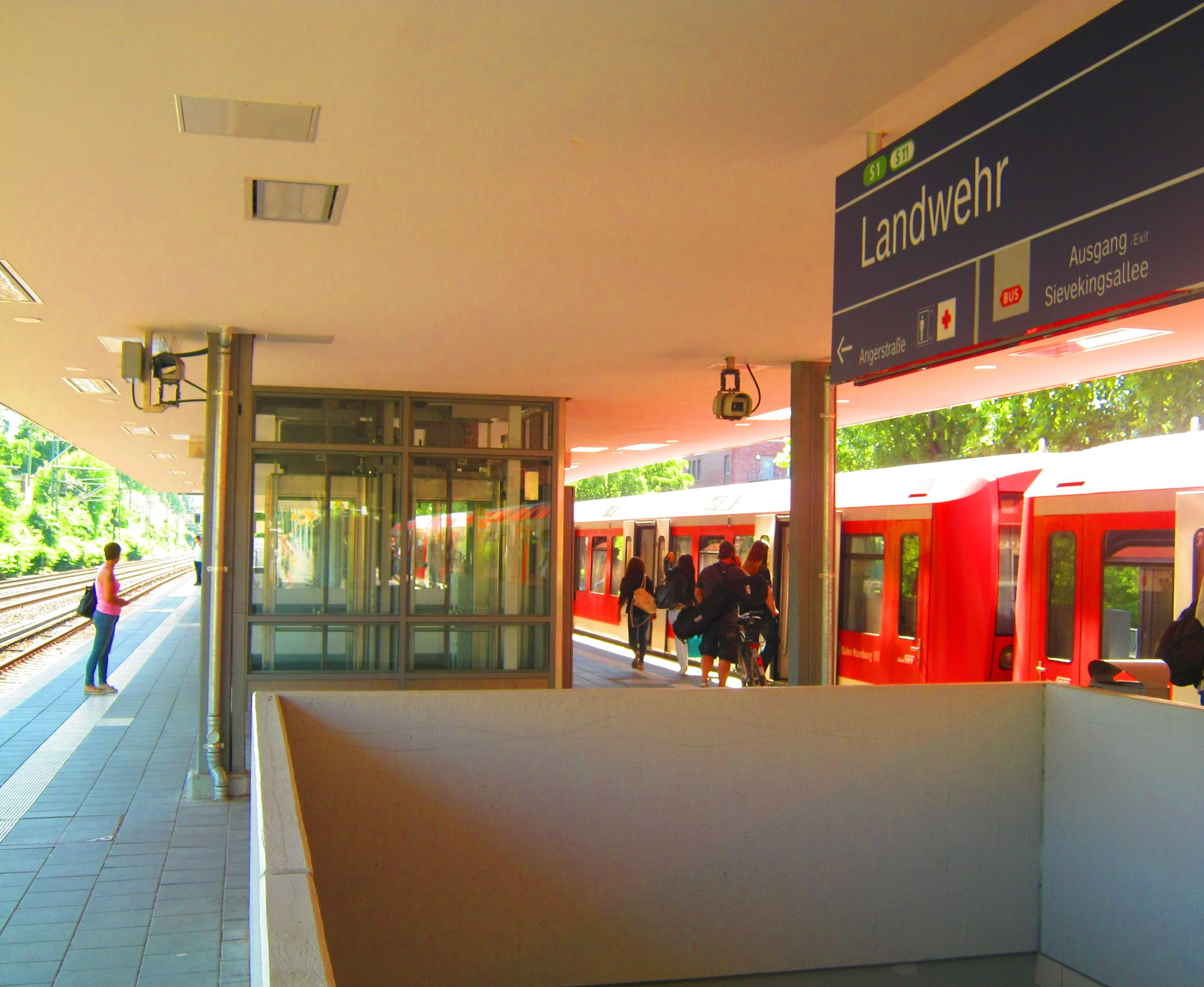
Bahnsteig Bahnhof Landwehr

Der S-Bahnhof Hamburg Landwehr ist betrieblich ein einfacher Haltepunkt der Linie S1 der S-Bahn Hamburg an der gleichnamigen Straße in den Hamburger Stadtteilen Eilbek und Hohenfelde sowie nahe den angrenzenden Stadtteilen Borgfelde und Hamm.

## Lage
An dem Mittelbahnsteig verlaufen die Gleise parallel zu den Gleisen der Bahnstrecke Lübeck–Hamburg und überbrücken mit diesen zusammen die Straße Landwehr nahe der Kreuzung mit dem Straßenzug Hasselbrookstraße und Angerstraße. Aufgänge zum Bahnsteig befinden sich am Westende des Bahnsteigs zu beiden Seiten der Straße Landwehr. Die postalische Anschrift des Bahnhofs ist Hasselbrookstraße 4.

## Geschichte

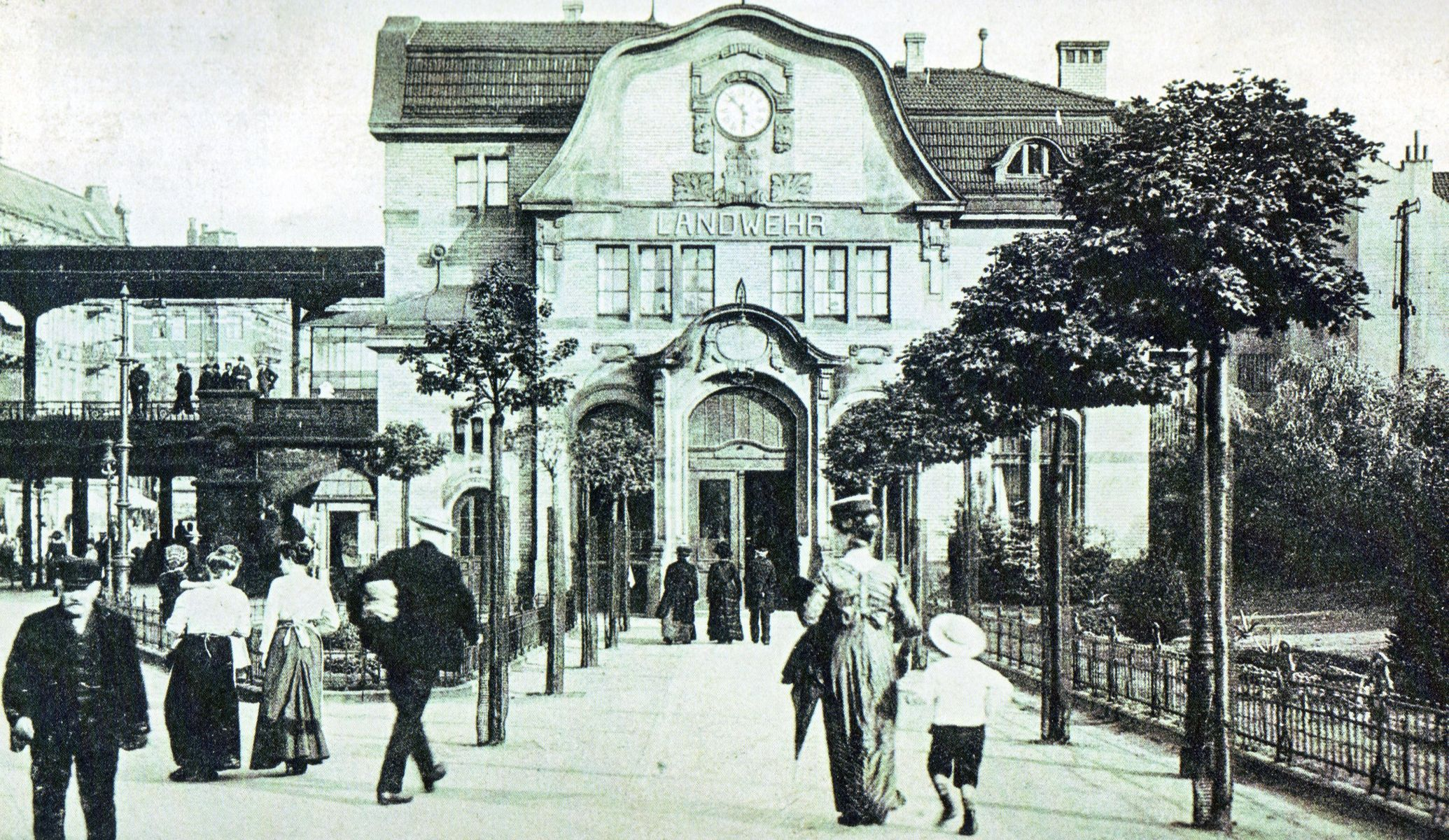
Bahnhof Landwehr um 1910

Der Bahnhof wurde am 5. Dezember 1906 als Teil der von Beginn an zweigleisigen Hamburg-Altonaer Verbindungsbahn eröffnet. Das auf der westlichen Straßenseite gelegene alte Bahnhofsgebäude überstand den Zweiten Weltkrieg unbeschädigt, wurde jedoch in der Folgezeit stark vernachlässigt, in den 1970er Jahren abgerissen und durch einen einfachen Treppenaufgang ersetzt. Der östlich der Straße Landwehr gelegene heutige Haupteingang ist seit Juli 2011 mit einem Fahrstuhl ausgestattet. Der S-Bahnhof wird von der Linie S1 angefahren.
Im Dezember 1985 prügelten rund 30 rechte Skinheads den Migranten Ramazan Avcı auf dem Bahnhofsvorplatz bewusstlos. Dieser erlag drei Tage darauf im Krankenhaus seinen Verletzungen, ohne das Bewusstsein wiedererlangt zu haben. Der Platz wurde 2012 zu seinem Andenken nach ihm benannt.

## Betrieb
Der Bahnhof wird von den Zügen der Linie S1 bedient.
| Linie | Verlauf |
| ----- | --- |
| S 1   | Wedel – Rissen – Sülldorf – Iserbrook – Blankenese – Hochkamp – Klein Flottbek – Othmarschen – Bahrenfeld – Ottensen – Altona – Königstraße – Reeperbahn – Landungsbrücken – Stadthausbrücke – Jungfernstieg – Hauptbahnhof – Berliner Tor – Landwehr – Hasselbrook – Wandsbeker Chaussee – Friedrichsberg – Barmbek – Alte Wöhr (Stadtpark) – Rübenkamp – Ohlsdorf \ Streckenast Poppenbüttel – Kornweg (Klein Borstel) – Hoheneichen – Wellingsbüttel – Poppenbüttel / Streckenast Flughafen – Hamburg Airport (Flughafen) |

Es besteht außerdem Übergang zur MetroBus-Linie 25 und zur StadtBus-Linie 530.
| Linie | Betrieb |
| ----- | --- |
| 25    | Hammerbrook – U Burgstraße – S Landwehr – U Mundsburg – Winterhude – U Kellinghusenstraße – Eppendorf – Bf. Altona |
| 530   | U Lübecker Straße – S Landwehr – U Hammer Kirche – S Rothenburgsort – Wasserkunst Kaltehofe – S Mittlerer Landweg  |

Am westlichen Ausgang befindet sich eine StadtRAD-Leihstation.
2018 gab es täglich (Mo–Fr) durchschnittlich etwa 10.500 ein- oder aussteigende S-Bahn-Fahrgäste pro Tag.